# Codrongianos
Codrongianos (en sarde : Codronzanos) est une commune italienne d'environ 1 400 habitants située dans la province de Sassari dans la région Sardaigne en Italie.

## Monuments et patrimoine

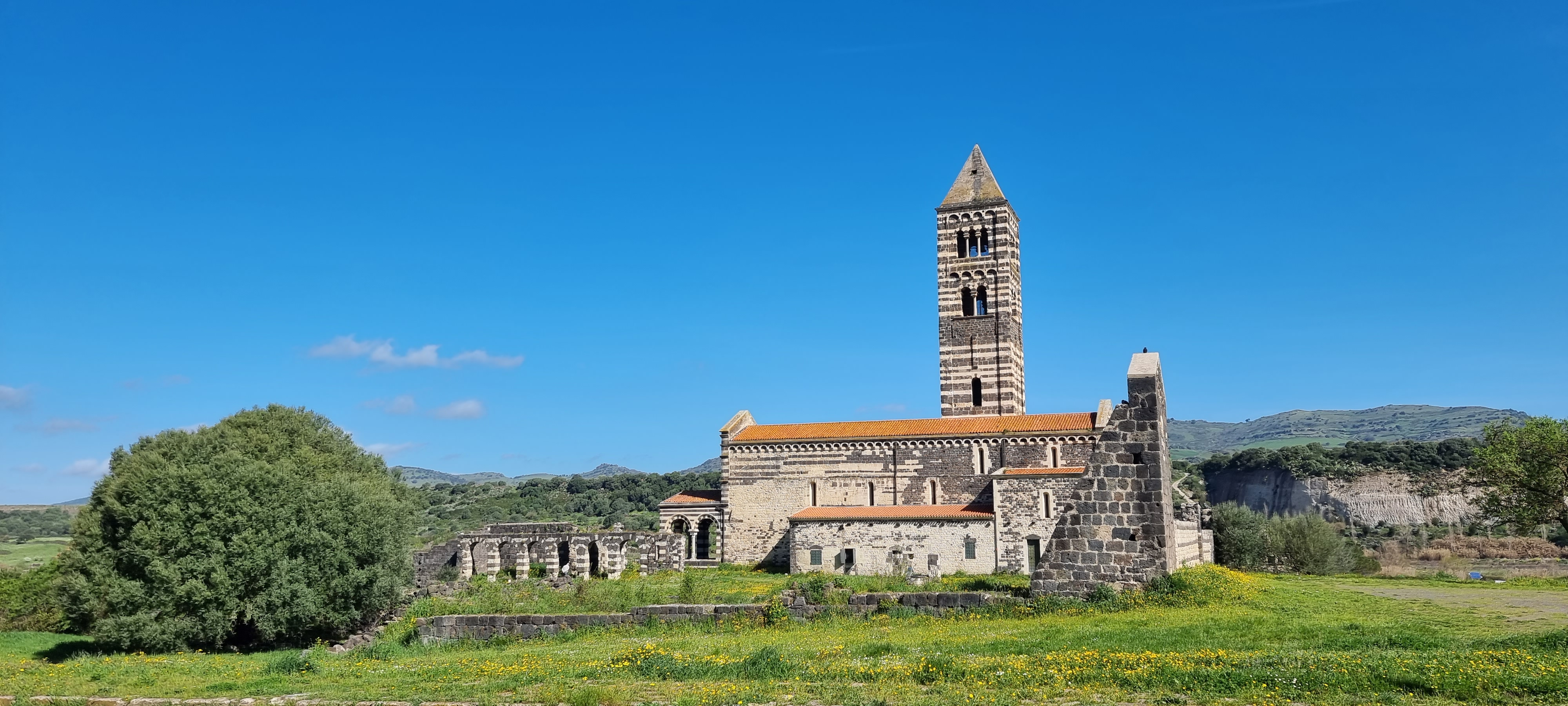
La basilique de Saccargia

## Administration
| Période | Période  | Identité         | Étiquette     | Qualité |
| ------- | -------- | ---------------- | ------------- | ------- |
| 10/2021 | En cours | Cristian Budroni | liste civique |         |

### Communes limitrophes
Cargeghe, Florinas, Osilo, Ploaghe, Siligo

### Évolution démographique
Habitants recensés